# Abimelech (re di Gerar)
Abimelech o Abimelek (dall'ebraico אֲבִימֶלֶךְ / אֲבִימָלֶךְ “mio padre è re”; ... – ...) fu, secondo il racconto della Bibbia, re di Gerar ai tempi di Abramo.

## Etimologia
Il nome o titolo Abimelech è formato dalle parole cananee "padre" e "re", che può essere come il "Re è padre". Nel Pentateuco è usato come titolo per i re della terra di Canaan.

## Biografia
Di lui il Libro della Genesi dice che era "re dei Filistei", ma si tratta certamente di un anacronismo. Il redattore deve aver collocato ai tempi dei Patriarchi, prima metà del II millennio a.C., la situazione a lui contemporanea: i Filistei si insediarono sulla costa di Canaan solo nel XII secolo a.C., nel contesto dell'invasione dei cosiddetti Popoli del Mare.
Secondo Genesi (20), Abramo, che risiedeva nel territorio di Gerar su cui regnava Abimelech, ritenne prudente far credere che la moglie Sara fosse sua sorella, come già aveva fatto nel corso del suo viaggio in Egitto e probabilmente per la stessa ragione: riteneva che la bellezza di Sara avrebbe spinto coloro che la desideravano a ucciderlo per sbarazzarsi di lui, se l'avessero creduto suo marito, ma gli avrebbe invece attirato il favore dei suoi ammiratori se l'avessero creduto suo fratello. Abimelech fece rapire Sara. Ma prima di accostarsi a lei, fu avvertito in sogno che la donna era moglie di Abramo, suo ospite, al quale allora la restituì con ricchi doni. Abramo e Abimelech strinsero poi un patto (Genesi, 21,22-32).
Anche Isacco fu ospite di un re dei Filistei chiamato Abimelech e, anche in questo caso, viene presentato l'intreccio della moglie presentata come sorella. Anche Abimelech e Isacco stringeranno un patto (Genesi, 26).
Phicol era il capitano capo del suo esercito, ma resta controverso se i due Abimelech fossero la stessa persona, se il secondo fosse un successore del primo o se, invece, abimelech fosse un titolo regale dei Filistei. Così è per Achis, re di Gat, di cui si parla nel Primo libro di Samuele (21,11-15): questi viene chiamato Abimelech nel Libro dei Salmi (34,1). È anche possibile che si tratti della stessa vicenda, riferita tanto ad Abramo quanto ad Isacco da tradizioni orali diverse e più tardi fissata dal redattore in due avvenimenti distinti.